# 刺冠菊
刺冠菊（学名：Calotis caespitosa）是菊科刺冠菊属的植物，为中国的特有植物。分布于中国大陆的广东等地，一般生长在海边干燥向阳的沙地上，目前尚未由人工引种栽培。